# Wendy Williams
Wendy Joan Williams (1964. július 18., Asbury Park, New Jersey) amerikai televíziós személyiség, üzletasszony, író. 2008 és 2021 között saját talk show-t vezetett The Wendy Williams Show címmel.  2023-tól visszavonult a közélettől, miután afáziát és frontotemporális demenciát diagnosztizáltak nála.

## Élete
1964. július 18.-án született a New Jersey állambeli Asbury Parkban. Szülei tanárok voltak. Ők ketten gyakran utaztak a világ körül és különféle dísztárgyakat vásároltak, amelyekkel feldíszítették az otthonukat. 1970-ben a család New Jersey Wayside nevű közösségébe költözött. Gyerekként az orvosok azt tanácsolták Williamsnek, hogy szedjen gyógyszert a hiperaktivitása miatt. Cserkészlány volt.
1982-ben érettségizett az Ocean Township High Schoolban, ahol egyike volt a kevés afroamerikai személynek, és számkivetettnek számított. Elmondása szerint gyerekkorában nem hip-hop zenét hallgatott, hanem inkább rockegyütteseket, mint az AC/DC. A Northeastern University tanulója lett, azzal a szándékkal, hogy televíziós műsorvezető szeretne lenni. Kevesebb mint egy hónap múlva átállt a rádióra, ezt a szülei ellenezték. A WRBB nevű iskolarádióban volt DJ, ahol LL Cool J rapper volt az első híresség, akivel interjút készített. Mikor Matt Siegel gyakornoka volt a WXKS-FM-nél, újra összefoglalta a Dallas és a Dinasztia című szappanoperákat.
Első férje Bert Girigorie volt. 2003-as önéletrajzi könyvében álnéven illeti, és azt állította, hogy öt hónappal később szétváltak útjaik, körülbelül 18 hónap múlva pedig elváltak. 1999-ben ment hozzá második férjéhez, Kevin Hunter-hez. (Egyes kiadványok szerint 1997-ben házasodtak össze és 1999-ben váltak el.) Fiuk 2000. augusztus 18.-án született meg, szintén Kevin Hunter néven. 2019 áprilisában elváltak nézeteltérések miatt.
Gyerekkorában baptista templomba járt. Saját magát keresztényként azonosítja, de már nem jár templomba. Azt vallja, hogy "Isten mindenhol ott van" és mindennap, több alkalommal imádkozik.

## Könyvei
- Wendy's Got the Heat, 1st, Atria Books (2003. március 25.). ISBN 0-7434-7021-4
- The Wendy Williams Experience, 1st, Dutton (2004. március 25.). ISBN 0-525-94837-6
- Williams, Wendy. Ask Wendy, 1st, William Morrow (2013. március 25.). ISBN 978-0-06-226838-9
- Drama Is Her Middle Name, 1st, Harlem Moon (2006. március 25.). ISBN 978-0-7394-7004-6
- Is the Bitch Dead, or What?, 1st, Harlem Moon (2007. március 25.). ISBN 978-0-7679-2487-0
- Ritz Harper Goes to Hollywood!, 1st, Pocket Books (2009. március 25.). ISBN 978-1-4165-9288-4
- Williams, Wendy. Hold Me in Contempt, 1st, William Morrow (2014. március 25.). ISBN 978-0-06-226841-9